# Angèle Bassolé-Ouédraogo
Angèle Bassolé-Ouédraogo, född 8 februari 1967 i Abidjan, Elfenbenskusten, är en ivoriansk-kanadensisk författare och journalist.

## Biografi
Bassolé-Ouédraogo växte upp i Övre Volta och studerade vid Université de Ouagadougou. Därefter flyttade hon till Kanada och studerade vid Universitetet i Ottawa, och journalistik från Université de Montréal. 
2001 startade hon bokförlaget Malaika Editions. 
2004 vann hon det kanadensiska priset Trillium Book Award för franskspråkig poesi, med Avec tes mots. Hon har i en intervju förkunnat att prispengarna ($ 10.000 CAD) ska gå till publicering av afrikanska författare. 